# Heinrich Betz (Diplomat)
Franz Heinrich Betz (* 4. Juni 1873 in Mainz; † 21. Oktober 1957 in Köln) war ein deutscher Sinologe und Diplomat in China.

## Leben

### Herkunft und Familie
Betz war der Sohn von Christoph und Maria Elisabetha Christiane Betz, geb. Gompf.
Er heiratete am 3. Dezember 1906 in Berlin Elisabeth, geb. Petzel (* 1883), Tochter des preußischen Generalleutnant Eugen von Petzel. Ein Sohn aus dieser Ehe, Eugen, wurde ebenfalls Diplomat.

### Karriere
Betz promovierte am 8. Juli 1896 mit der Arbeit Das Forum Delicti Commissi Und Der Ort Der That Im Sinne Des Strafgesetzbuches zum Doktor der Rechte.
Zwischen 1897 und 1898 wirkte Betz als Dolmetscher-Aspirant am deutschen Generalkonsulat in Shanghai. Nach einer Beförderung leitete er bis 1899 das deutsche Konsulat in Yantai. Danach leitete er erst das deutsche Konsulat in Hankou, bis er wieder bis 1901 als Dolmetscher-Aspirant, unter anderem an der deutschen Gesandtschaft in Beijing und am deutschen Generalkonsulat in Shanghai, wirkte. Ab 1902 übernahm er bis 1904 die kommissarische Leitung des deutschen Konsulats in Yichang, wo er auch als Dolmetscher wirkte. Daneben übernahm er zwischen dieser Zeit auch kurzzeitig die kommissarische Leitung des deutschen Konsulats in Shangtou.
Ab 1904 wurde er kommissarischer Leiter und Dolmetscher am deutschen Konsulat in Jinan und wurde 1905 in dieser Position von Richard Wilhelm angesprochen, um über die Anfertigung eines Bildbandes über Deutschland nachzudenken, mit dem das schlechte Image von Deutschland in China behoben werden könne. Betz reichte diese Idee an das Auswärtige Amt mit einer starken Empfehlung weiter. Behörden, Schulen und weitere Empfänger sollen sich sehr anerkennend zu dem Resultat geäußert haben. 1906 übergab er dem Ethnologischen Museum in Berlin eine Steinabreibung, welche eine Huldigung darstellt. Von 1907 bis 1908 wirkte er als Sekretär-Dolmetscher an der deutschen Gesandtschaft in Beijing. Danach wirkte er bis 1914 wieder als Konsul an der deutschen Gesandtschaft in Jinan, bis er durch Ausbruch des Ersten Weltkrieges nach Deutschland zurückgerufen wurde.
1921 kehrte er wieder nach China zurück und wirkte bis 1936 als Generalkonsul des deutschen Konsulats in Tianjin. 1942 arbeitete er noch im Auswärtigem Amt.
Betz starb 1957 im Alter von 84 Jahren in seiner Wohnung in Köln-Weidenpesch.

## Werke
- Von Ichang über Land nach Chungking. 1905
- Eine Reise in Szechuan: von Chungking über Land nach Chengtu, Yachou, Chiating und Suifu. 1906
- Die wirtschaftliche Entwicklung der Provinz Schantung seit der Eröffnung Tsingtaus (1898–1910). 1911